# François Jacob
François Jacob (Nancy, 17 juni 1920 – Parijs, 19 april 2013) was een Frans bioloog die samen met Jacques Monod vond dat de controle van de hoeveelheid enzymen van een bepaald type afhangt van de terugkoppeling (feedback) in de transcriptie. Hij ontving hiervoor in 1965, met Monod en André Lwoff, de Nobelprijs voor de Fysiologie of Geneeskunde. In 1996 werd hij tot lid van de Académie française gekozen.
In 1987 publiceerde Jacob zijn autobiografie La statue intérieure, onder andere over zijn onderzoek bij het Pasteur Instituut. Sinds 12 oktober 2007 was hij voorzitter van de Franse organisatie Orde van de Bevrijding.

## Biografie
François Jacob werd geboren in Nancy als zoon van de handelaar Simon Jacob en Thérèse Franck. Hij bezocht het Lycée Carnot in Parijs voordat hij een universitaire studie medicijnen begon aan de Universiteit van Parijs (Sorbonne). Toen het Duitse leger Frankrijk binnenviel tijdens de Tweede Wereldoorlog moest hij noodgedwongen zijn studie onderbreken.
Met een van de laatste boten vluchtte hij Engeland waar hij in dienst trad van de Forces Françaises Libres (Vrije Franse strijdkrachten) te Londen en als officier meevocht in Noord-Afrika. Kort na de landing op Normandië raakte hij ernstig gewond aan zijn handen waardoor er een abrupt einde kwam aan zijn wens om chirurg te worden. Voor zijn inzet voor zijn land ontving hij de Croix de Guerre en de Companion de Liberation, twee van Frankrijk hoogste onderscheidingen.
Ondanks zijn fysische beperkingen zette hij zijn studie voort aan de Universiteit van Parijs. In 1947 behaalde hij zijn mastergraad en datzelfde jaar huwde hij de pianiste Lysiane (Lisa) Bloch. Uit het huwelijk zouden uiteindelijk vier kinderen worden geboren, Pierre, Odile, Laurent en Henri.
In 1950 kwam Jacob terecht op het Pasteur-instituut als assistent van André Lwoff. Tijdens zijn promotieonderzoek van 1950 tot 1954 ontrafelde hij het verschijnsel lysogenie, het mechanisme van de inductie van de profaag en de verschijnselen van immuniteit die de lysogene bacteriën resistent maken tegen een superinfectie door de faag die zij al bevatten. Samen met Élie Wollman lost Jacob het raadsel van bacteriële seksualiteit op, de overdracht van genen van een mannelijke bacterie naar een vrouwelijke bacterie.
In 1957 werd Jacob benoemd tot laboratoriumdirecteur en begon hij samen te werken met Monod.

## Onderzoek
Toen Jacob en Monod hun onderzoek deden, rond 1961, was al bekend dat cellen op externe factoren konden reageren door de hoeveelheid en/of werking van hun enzymen te veranderen. Als bijvoorbeeld een bacterie zich in een omgeving met lactose bevindt, in plaats van het eenvoudigere glucose, heeft hij enzymen nodig om lactose in glucose en galactose te splitsen, en om de vrijgekomen galactose in glucose om te zetten. Een bacterie heeft deze enzymen niet altijd bij de hand, maar produceert ze alleen in grote hoeveelheid wanneer hij daadwerkelijk lactose om zich heen heeft; als er geen lactose is, zijn er veel minder van dergelijke enzymen, en zijn ze ook minder actief. De activiteit wordt geregeld met de actie van kleine moleculen op het enzym, maar hoe de productie wordt geregeld, was nog niet duidelijk.
Met de toenmalige kennis van de structuur en het belang van DNA was het bekend dat alle proteïnen uit de genetische code in het DNA werden afgelezen, en het leek waarschijnlijk dat hier een belangrijk controlepunt lag. Jacob en Monod deden ontdekkingen van zowel experimentele als theoretische aard, waarmee ze aantoonden dat het hierboven beschreven lactosesysteem (althans in het geval van E. coli) specifieke proteïnen bestaan om de transcriptie van DNA in haar product (RNA) te onderdrukken.
Deze repressor (de lac-repressor) wordt in alle cellen geproduceerd, bindt zich rechtstreeks aan DNA op de plaats van de gecontroleerde genen, en verhindert hiermee dat het transscriptiesysteem toegang tot dat deel van het DNA heeft. Indien lactose aanwezig is, bindt de repressor zich met lactose. Het kan zich dan niet meer aan het DNA binden, zodat dat dan tot uitdrukking gebracht kan worden. Op deze wijze wordt een robuuste feedback-loop gecreëerd, dat ervoor zorgt dat de lactoseverwerkende enzymen alleen dan worden aangemaakt als ze nodig zijn.
Jacob en Monod geloofden dat hun repressormodel voor alle genen in alle organismen van toepassing was, maar dat bleek overenthousiast te zijn. We weten nu dat de regulatie van genen een grote verscheidenheid en soms ook een grote complexiteit kent. Controlemechanismen komen voor op alle plaatsen in het proces van expressie van genetische informatie. Het onderzoek van deze mechanismen is momenteel een zeer grote onderdiscipline van de moleculaire biologie.
- Bibsys: 90143563
- Biblioteca Nacional de Chile: 000034556
- Biblioteca Nacional de España: XX887495
- Bibliothèque nationale de France: cb119083776 (data)
- Catàleg d'autoritats de noms i títols de Catalunya: 981058611240406706
- CiNii: DA00790093
- Gemeinsame Normdatei: 118908677
- International Standard Name Identifier: 0000 0001 2130 2487
- Library of Congress Control Number: n50027960
- Bibliotheek van het Japanse parlement: 00444413
- Nationale Bibliotheek van Tsjechië: jn19990003932
- Nationale bibliotheek van Australië: 35239892
- Nationale Bibliotheek van Israël: 987007263253105171
- Nationale Bibliotheek van Polen: a0000001096933
- Nationale en Universitaire bibliotheek Zagreb: 000368157
- Nederlandse Thesaurus van Auteursnamen: 070094675
- Réseau des bibliothèques de Suisse occidentale: 02-A011284905
- Istituto Centrale per il Catalogo Unico: CFIV002871
- SNAC: w6hd9f9f
- Système universitaire de documentation: 02693258X
- Trove: 877797
- Virtual International Authority File: 44300426
- WorldCat: E39PBJtgXX9DVyd4rdmWVDjt8C

1901: Behring · 
1902: Ross · 
1903: Finsen · 
1904: Pavlov · 
1905: Koch · 
1906: Golgi, Ramón y Cajal · 
1907: Laveran · 
1908: Mechnikov, Ehrlich · 
1909: Kocher · 
1910: Kossel · 
1911: Gullstrand · 
1912: Carrel · 
1913: Richet ·
1914: Bárány · 
1919: Bordet · 
1920: Krogh · 
1922: Hill, Meyerhof · 
1923: Banting, Macleod · 
1924: Einthoven ·
1926: Fibiger · 
1927: Wagner-Jauregg · 
1928: Nicolle · 
1929: Eijkman, Hopkins · 
1930: Landsteiner · 
1931: Warburg · 
1932: Sherrington, Adrian · 
1933: Morgan · 
1934: Whipple, Minot, Murphy · 
1935: Spemann · 
1936: Dale, Loewi · 
1937: Szent-Györgyi · 
1938: Heymans · 
1939: Domagk · 
1943: Dam, Doisy · 
1944: Erlanger, Gasser · 
1945: Fleming, Chain, Florey · 
1946: Muller · 
1947: C. Cori, G. Cori, Houssay · 
1948: Müller · 
1949: Hess, Moniz · 
1950: Kendall, Reichstein, Hench · 
1951: Theiler · 
1952: Waksman · 
1953: Krebs,Lipmann ·
1954: Enders, Weller, Robbins · 
1955: Theorell · 
1956: Cournand, Forssmann, Richards · 
1957: Bovet · 
1958: Beadle, Tatum, Lederberg · 
1959: Ochoa, Kornberg · 
1960: Burnet, Medawar · 
1961: Békésy · 
1962: Crick, Watson, Wilkins · 
1963: Eccles, Hodgkin, Huxley · 
1964: Bloch, Lynen · 
1965: Jacob, Lwoff, Monod · 
1966: Rous, Huggins · 
1967: Granit, Hartline, Wald · 
1968: Holley, Khorana, Nirenberg · 
1969: Delbrück, Hershey, Luria · 
1970: Katz, Euler, Axelrod · 
1971: Sutherland · 
1972: Edelman, Porter · 
1973: Frisch, Lorenz, Tinbergen · 
1974: Claude, De Duve, Palade · 
1975: Baltimore, Dulbecco, Temin ·
1976: Blumberg, Gajdusek · 
1977: Guillemin, Schally, Yalow · 
1978: Arber, Nathans, Smith · 
1979: Cormack, Hounsfield · 
1980: Benacerraf, Dausset, Snell · 
1981: Sperry, Hubel, Wiesel · 
1982: Bergström, Samuelsson, Vane · 
1983: McClintock · 
1984: Jerne, Köhler, Milstein · 
1985: Brown, Goldstein · 
1986: Cohen, Levi-Montalcini · 
1987: Tonegawa · 
1988: Black, Elion, Hitchings · 
1989: Bishop, Varmus · 
1990: Murray, Thomas · 
1991: Neher, Sakmann · 
1992: Fischer, Krebs · 
1993: Roberts, Sharp · 
1994: Gilman, Rodbell · 
1995: Lewis, Nüsslein-Volhard, Wieschaus · 
1996: Doherty, Zinkernagel · 
1997: Prusiner · 
1998: Furchgott, Ignarro, Murad · 
1999: Blobel · 
2000: Carlsson, Greengard, Kandel ·
2001: Hartwell, Hunt, Nurse · 
2002: Brenner, Horvitz, Sulston · 
2003: Lauterbur, Mansfield · 
2004: Axel, Buck · 
2005: Marshall, Warren ·
2006: Fire, Mello ·
2007: Capecchi, Smithies, Evans ·
2008: Zur Hausen, Barré–Sinoussi, Montagnier ·
2009: Blackburn, Greider, Szostak ·
2010: Edwards ·
2011: Beutler, Hoffmann, Steinman ·
2012: Gurdon, Yamanaka ·
2013: Rothman, Schekman, Südhof ·
2014: O'Keefe, Moser, Moser ·
2015: Campbell, Omura, Tu ·
2016: Osumi ·
2017: Hall, Rosbash, Young ·
2018: Allison, Honjo ·
2019: Kaelin, Ratcliffe, Semenza ·
2020: Alter, Houghton, Rice ·
2021: Julius, Patapoutian ·
2022: Pääbo ·
2023: Karikó, Weissman ·
2024: Ambros, Ruvkun